# Мархвицкий, Здислав
Зди́слав Мархви́цкий (пол. Zdzisław Marchwicki; 18 октября 1927, Домброва-Гурнича — 26 апреля 1977, Катовице) — польский серийный убийца, казнённый за убийство 14 женщин.

## Биография
Родился в 1927 году в Домброва-Гурнича, в семье довольно неблагополучной. Отец его прошел через пять браков, в которых у него родилось четверо детей. Кстати, все из детей — три брата и сестра — позже вошли в преступный сговор со Здиславом. Известно, что ни рвения в учёбе, ни особого интеллекта в школьные годы юный Здислав не проявил, а потому даже не окончил школы.
В 60-х годах на территории Заглембье-Домбровске и Верхней Силезии произошла целая серия зверских преступлений; начались они в 1964 году и продолжались, с небольшими перерывами, до конца 1970 года. Всего же было совершено 19 нападений на женщин, 14 из которых оказались со смертельным исходом. Своих жертв Мархвицкий грабил, убивал, а после глумился над телами.

## Серия убийств
7 ноября 1964 года в Катовице, в районе Домбрувка-Мала был обнаружен труп пятидесятилетней Анны Мыцек. Экспертиза установила, что смерть женщины наступила от удара по голове тяжёлым тупым предметом. После чего преступник нанёс своей жертве, уже мёртвой, ещё несколько ударов. Затем он протащил тело с десяток метров, расстегнул на женщине пальто, задрал ей юбку и обнажил половые органы. Расследование, предпринятое криминальным отделом катовицкой МО (гражданской милиции) не дало никаких результатов. 20 января 1965 года в Челядзи, в районе Пяски была найдена Эва Пакула. А 17 марта, в Бендзине — Лидия Новацкая. 14 мая в бендзинском районе Гродзец подверглась нападению Ирена Шиманская (она осталась жива). Теперь уже серийный характер этих преступлений стал очевиден даже для самых закостенелых скептиков. Поскольку неизвестный преступник действовал в районе Домбровского угольного бассейна (Заглембье-Домбровске), то он и получил прозвище «Вампир из Заглембья».
Однако с преступником, подобным «Вампиру из Заглембья», польским оперативникам вообще, а катовицким — тем более, сталкиваться ещё не приходилось. Во второй половине июля 1965 года в воеводском управлении МО после совещания на высшем уровне все четыре уголовных дела, три убийства и одно покушение, были объединены в одно. Несмотря на то, что власти воеводства хранили молчание, информация о действующем в Заглембье маньяке довольно быстро распространилась. Огромную территорию Домбровского бассейна и прилегающую к нему Силезию охватил страх. Жители Сосновца, Бендзина, Домброва-Гурнича, Челядзи, Семяновице-Щлёнске боялись вечером выйти на улицу. И даже катовичане не чувствовали себя в безопасности. Ходили слухи, что Вампир намеревается убить тысячу женщин в ознаменование тысячелетия Польши.
1965 год. Он стал самым «результативным» для домбровского маньяка — 11 нападений. Новый же год не принёс никаких положительных сдвигов для следствия. 12 ноября в речке Чёрная Премша в Бендзине выловили тело Йоланты Герек — родной племянницы действующего первого секретаря воеводского комитета ПОРП Эдварда Герека (в 1970 году он стал Первым секретарем ПОРП). Герек мало знал племянницу (говорят, что он ни разу её и в глаза не видел). Тем не менее, после убийства Йоланты расследование было взято под самый высокий контроль. А действия Вампира приобрели уже политический оттенок. Он был объявлен врагом общества номер один.
Теперь уже и факт убийства в июле Марии Гомулки стал восприниматься несколько иначе. Несмотря на то, что фамилии Марии и предшественника Герека, бывшего Первого секретаря ПОРП Владислава Гомулки, только звучат одинаково, а пишутся по-разному (Gomółka / Gomułka), тем не менее, это выглядело антикоммунистической акцией. Не говоря уже о том, что одно из убийств Вампир совершил 22 июля — в самый главный праздник, отмечаемый в ПНР (день Конституции ПНР и годовщина издания Манифеста к польскому народу Польского комитета национального освобождения).
В 1968 польские власти решились, наконец, на серьёзный по тем временам шаг. Они выпустили обращение к гражданам воеводства и установили награду в миллион злотых за информацию о Вампире. В воеводстве началась вакханалия ложных доносов, как на соседей, так и на членов семьи. Сотрудники милиции буквально тонули в письмах и телефонных звонках. Тем не менее, каждое сообщение было тщательно проверено. К слову сказать, эти проверки привели к раскрытию десятков других преступлений.
На совещании с шефом отдела убийств главного управления МО полковником Ежи Муняком, в очередной раз прибывшем в Катовице, Ежи Груба предложил использовать новые, доселе не применявшиеся методы расследования. Добро было получено, и «Анна» приступила к работе. Аналитический отдел составил 483 характерные черты Вампира, физические и психические. После чего с этим портретом сличили сотни тысяч мужчин, проживающих на территории Домбровского угольного бассейна. В результате осталось 267 подозреваемых. И на четвёртом месте значился всё тот же Здислав Мархвицкий. Теперь уже внимание к нему проявили куда более пристальное, чем раньше. Тем более, что первые три подозреваемых отпали по разным причинам. Однако прямых улик против Мархвицкого не было. 4 марта 1970 года в Быткуве (районе Семяновице-Щлёнске) была зверски убита Ядвига Кутянка (Кутя) — известная учёная, доктор филологии, первый преподаватель силезской литературы в Силезском университете в Катовице. Это преступление стало последним в длинном списке Вампира из Заглембья и потрясло всё воеводство. Ядвига Кутянка являлась исследователем и страстным пропагандистом польской силезской культуры. Ей было 46 лет. Следствие установило, что на этот раз преступник действовал не один. У сотрудников «Анны» появилась возможность сдвинуть дело с мёртвой точки.

## Арест, суд и казнь
В ноябре 1971 года в милицию поступило заявление от Марии Мархвицкой, в котором она обвиняла мужа в издевательствах над ней и детьми. Мария утверждала, что её муж и есть Вампир. 6 января 1972 года Мархвицкий был арестован в Домброва-Гурниче. А через три дня в газетах появилась информация об аресте «лица, подозреваемого в серии жестоких убийств». Арест преступника проводил сам Ежи Груба. Существует несколько версий того, что же сказал ему Мархвицкий при аресте. По словам Веслава Томашека, техника из группы «Анна», это звучало примерно так: «Приехали на двух „волгах“ ради одного человека? Сколько ж вас тут — ни больше, ни меньше, как самого Вампира сцапали». В деле же значится следующая фраза: «Ну, вот, наконец-то, Вампира взяли». Почти сразу же после ареста преступника в группе «Анна» произошёл раскол на два лагеря. Тех, кто считал Мархвицкого Вампиром (к ним относился и сам Ежи Груба). И тех, кто в этом сильно сомневался. Среди последних были полковники Зигмунт Калиш и Стефан Токаж, а также поручик Збигнев Гонтаж. По той же причине отказался от участия в процессе и прокурор Здислав Поланский.
Сам Мархвицкий свою вину отрицал, что, в принципе, не свойственно серийным убийцам, любящим смаковать подробности своих преступлений, наслаждаясь каждой деталью. Подозреваемый вообще вёл себя странно на допросах. Рассказывал о мифических убийствах и таких же жертвах. Мог подписать протокол, а внизу начертать: «Но всё это враньё». Однажды он схватил протокол и попытался его съесть.
Между тем, расследование убийства Ядвиги Кутянки установило сообщников Мархвицкого в этом преступлении. Ими оказались его братья, Хенрик и Ян. 21 мая 1972 был арестован Хенрик. А через три дня — Ян. Последний, сотрудник администрации юридического (Права и Администрации) факультета Силезского университета, вступил в конфликт с Ядвигой Кутянкой, которая обвинила его в получении взяток от абитуриентов. А также заявила, что сексуальная ориентация Мархвицкого бросает тень на университет. При этом сегодня не вызывает сомнения факт, что Ян являлся тайным осведомителем службы безопасности Силезского воеводства. Тем не менее, опасаясь, что Ядвига сообщит о нём ректору Казимежу Попёлеку, Ян уговорил Здислава убить Кутянку и оказывал ему помощь в этом преступлении. 4 июля следствие арестовало сестру Мархвицких, Халину Флак. 11 ноября — Юзефа Климчака, любовника Яна (он, кстати, подтвердил участие Яна в убийстве Кутянки). А 29 декабря был арестован Здзислав — сын Халины Флак.
Главному обвиняемому, Здиславу Мархвицкому, вменялось в вину совершение 23 преступлений. Из которых самыми тяжкими являлись убийство 14 женщин и ещё 6 покушений на убийство. Остальные обвинения на этом фоне не выглядели столь грозно. Это издевательства над женой и детьми, проявление неуважения к сотрудникам милиции, присвоение общественного имущества и т. д. Яну Мархвицкому предъявили восемь обвинений, самым тяжким из которых являлось склонение брата к убийству д-ра Ядвиги Кутянки. Хенрика Мархвицкого и Юзефа Климчака суд обвинил в пособничестве в убийстве Кутянки (Хенрика также ещё и в присвоении часов убитой). Халина Флак обвинялась в сбыте вещей, приносимых братом. Хотя происхождение их ей было хорошо известно. А её сын Здислав, знавший об убийстве Кутянки, — в недонесении властям.
28 июля 1975 года суд огласил приговор. Здислав и Ян Мархвицкие были приговорены к смертной казни. Хенрик — к 25 годам, Климчак — к 12 (приговор оказался не таким уж и мягким), а Халина Флак и её сын Здислав — к 4 годам лишения свободы (Верховный суд сократил эти сроки до 3-х лет Халине и 32-х месяцев Здиславу).
В 21:00 26 апреля 1977 года Здислав Мархвицкий был повешен в специально оборудованном милицейском гараже в Катовицах. Через час после казни брата на виселицу взошёл и Ян. Оба похоронены в безымянных могилах под номерами на специальном кладбище для казненных польских преступников. Могила Здислава Мархвицкого под номером 39 находилась рядом с могилой другого польского серийного убийцы, Богдана Арнольда. В 1997 году после окончательной отмены смертной казни в Польше (до этого с 1989 по 1997 действовал мораторий) кладбище было уничтожено по указу президента страны — Александра Квасьневского.

## Список жертв
1. Анна Мыцек (Домбрувка-Мала) — 07.11.64
2. Эва Пакула (Челядзь-Пяски) — 20.01.65
3. Лидия Новацкая (Бендзин) — 17.03.65
4. Ирена Шиманская (Гродзец) — 14.05.65
5. Ядвига Зыгмунт (Сосновец) — 22.07.65
6. Элеонора Гонсёровская (Лагиша) — 26.07.65
7. Зофья Вишневская (Лагиша) — 04.08.65
8. Мария Блащик (Челядзь) — 15.08.65
9. Геновефа Лебек (Бендзин) — 25.08.65
10. Тереза Тоша (Бендзин) — 25.10.65
11. Алиция Дубель (Гарбеже) — 28.10.65
12. Ирена Шрек (Челядзь) — 12.12.65
13. Станислава Самуль (Грудкув) — 19.02.66
14. Геновефа Биек (Непекло) — 11.05.66
15. Мария Гомулка (Загуже) — 15.06.66
16. Юлианна Козерская (Бендзин) — 15.06.66
17. Йоланта Герек (Бендзин) — 11.11.66
18. Зофья Кавка (Гродзец) — 15.06.67
19. Зофья Гарбач (Войковице) — 03.10.67
20. Ядвига Сонсек (Тещле) — 03.10.68
21. Ядвига Кутя (Семяновице-Быткув) — 04.03.70